# Šaríf Ismá'íl
Šaríf Ismá'íl (arabsky شريف إسماعيل‎; 6. července 1955 Káhira – 4. února 2023 tamtéž) byl egyptský strojní inženýr a politik, v letech 2015–2018 předseda vlády Egypta. Předtím působil v letech 2013–2015 jako ministr ropných a nerostných zdrojů.

## Mládí a vzdělání
Ismá'íl se narodil 6. července 1955. Vystudoval strojírenství na univerzitě Ajn Šams a promoval v roce 1978.

## Politická kariéra
Dne 16. července 2013 byl Ismá'íl jmenován ministrem ropných a nerostných zdrojů ve vládě Házima al-Bibláwího. Ve funkci nahradil Šarífa Haddáru.
Dne 12. září 2015 byl jmenován předsedou vlády. V roce 2016 došlo k hospodářské krizi, kdy výrazně oslabila egyptská libra. Kvůli této krizi musela jeho vláda zahájit a provést přísné ekonomické reformy. V březnu 2016 provedl reorganizaci vlády a vyměnil deset ministrů, včetně ministrů financí, investic a cestovního ruchu. V únoru 2017 došlo k další obměně ministrů zabývajících se převážně hospodářskou politikou. V listopadu 2017 odjel z Egypta na léčení do Německa a 1. prosince se znovu ujal své funkce. V tomto období zastával funkci úřadujícího předsedy vlády Mustafa Madbúlí, ministr bydlení a městských služeb.
Dne 5. června 2018 oznámil prezidentovi Abd al-Fattáhovi as-Sísímu svou rezignaci. Nadále však vykonával funkci předsedy vlády. Dva dny poté, co podal demisi, jmenoval Sísí Madbúlího jeho nástupce.
Po jeho odchodu z funkce předsedy vlády bylo 9. června 2018 oznámeno, že byl jmenován do funkce nejvyššího poradce prezidenta Sísího. Od 18. června působil jako prezidentův poradce pro národní a strategické projekty a v září 2019 zastupoval Sísího na pohřbu Jacquese Chiraca.

## Osobní život
Ismá'íl byl ženatý a měl dvě děti. Měl zdravotní problémy spojené s trávicím ústrojím a v listopadu 2017, kdy zastával funkci předsedy vlády, podstoupil v Německu operaci. Zemřel v Káhiře 4. února 2023 ve věku 67 let. Jeho smrt oznámil egyptský prezident Abd al-Fattáh as-Sísí prostřednictvím příspěvku na sociálních sítích.
Pohřební obřad se uskutečnil 5. února a smuteční projev byl přednesen v mešitě generálporučíka Muhammada Husajna Tantávího v Nové Káhiře za účasti prezidenta Sísího, předsedy vlády Mustafy Madbúlího, předsedy Sněmovny reprezentantů Hanafího Džibálího a ministra obrany Muhammada Ahmada Zakího.